# Genet Getaneh
Genet Getaneh Wendimagegnehu, née le 6 janvier 1986 en Éthiopie, est une athlète éthiopienne. 

## Carrière
Genet Getaneh est médaillée d'or par équipes des Championnats du monde de semi-marathon 2008. Elle est cinquième du Marathon de Berlin 2009 et remporte la Zevenheuvelenloop en 2010.